# Settimio Cipolla

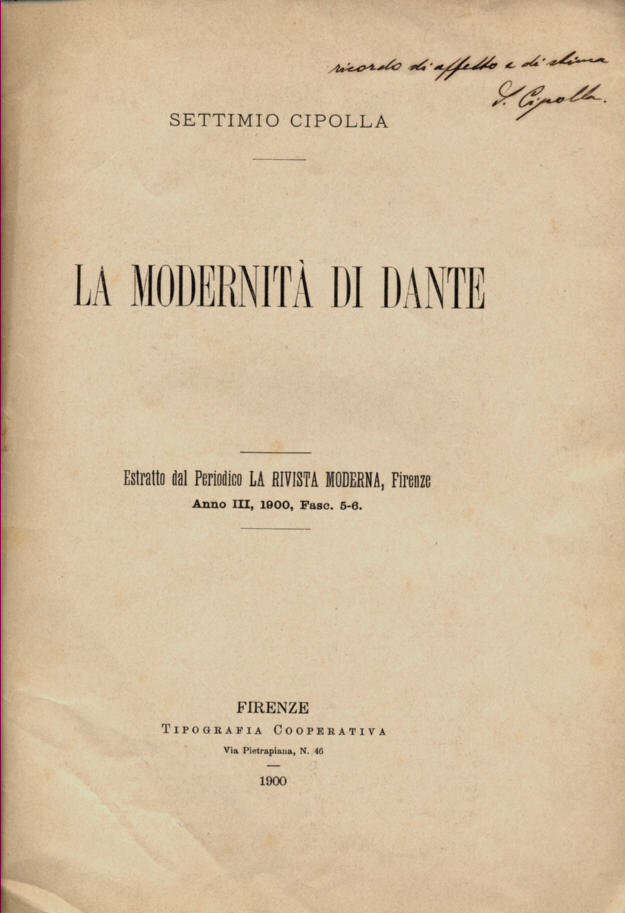
La modernità di Dante (1900)

Settimio Cipolla (Taormina, 21 augustus 1852 - ) was een leraar in het openbaar onderwijs in het koninkrijk Italië. Naast zijn pedagogische geschriften was hij een commentator van De goddelijke komedie geschreven door Dante Alighieri.

## Levensloop
Cipolla was eerst onderwijzer en werd vervolgens leraar in het voortgezet onderwijs in Syracuse, Sicilië. Hij gaf er les in aardrijkskunde en geschiedenis. 
Cipolla was bekend voor zijn geschriften over het onderwijs voor kinderen, zowel van zijn eigen twee vakken als van andere vakken. Hij volgde hierin de ideeën van Jean-Jacques Rousseau, uitgewerkt in Emile, of Over de opvoeding, als deze van de filosoof Auguste Comte. Cipolla was tegen te veel grammaticale regels en pleitte voor een taalonderwijs dat de kinderen deed spreken en begrijpen. Voor de lessen aardrijkskunde was hij tegen het vanbuiten leren van getallen; de lessen moesten voor het kind een ontdekking worden van de geheimen van de planeet Aarde. In de lessen geschiedenis moest minder aandacht gegeven worden aan de grote figuren en meer aan volkeren en naties. De etnografie moest een verbindingsvak worden tussen aardrijkskunde en geschiedenis. De lessen godsdienst hadden voor Cipolla weinig belang; het kind moest zich kunnen verhouden tot de natuur, tot de mensheid en tot de samenleving en dit alles in samenhang met zijn eigen familie.
Cipolla’s commentaren over De goddelijke komedie waren andere geschriften van zijn hand. Zo poneerde hij dat de rol van de veerman Phlegyas er niet in bestond om verdoemden met een bootje over het Styx-moeras naar de hel te brengen; de verdoemden vielen immers meteen in het moeras. Zijn tijdgenoten meenden dat Cipolla weliswaar een kenner van Dante was doch tevens een fanaticus.

## Werken
- Il Lucifero ed i suoi critici, Florence 1877
- La critica moderna del Trezza, Florence 1879
- Benedetto Cairoli e la rivoluzione italiana, Syracuse 1889
- Il passo dello Stige. Chiosa dantesca, Verona 1891
- La modernità di Dante, Florence 1900.